# Dasarahalli, Channarayapatna
Dasarahalli là một làng thuộc tehsil Channarayapatna, huyện Hassan, bang Karnataka, Ấn Độ.